# Kąkolewo (osada w powiecie leszczyńskim)
Kąkolewo – osada w Polsce położona w województwie wielkopolskim, w powiecie leszczyńskim, w gminie Osieczna.